# Corsia purpurata
Corsia purpurata ist eine blattgrünlose Pflanzenart aus der Familie der Corsiaceae. Die Art ist nur aus Neuguinea und Neuirland bekannt, es sind zwei Varietäten beschrieben.

## Merkmale
Wie alle Arten der Gattung hat auch Corsia purpurata die Photosynthese aufgegeben und bildet dementsprechend kein Chlorophyll mehr. Stattdessen lebt sie myko-heterotroph von einem Mykorrhizapilz, der in Symbiose mit einer weiteren Pflanze lebt.
Corsia purpurata ist eine ausdauernde Pflanze, die nur zur Blütezeit oberirdisch wächst. Aus dem Rhizom sprießen dann bis zu 15 Zentimeter lange, zylindrische und rot überhauchte Stängel. Die 12 bis 15 Millimeter langen Blätter sind auf fünfnervige Schuppenblätter reduziert.
Die aufrechten Einzelblüten sind endständig und stehen an Blütenstielen, die unbehaart und 20 bis 30 Millimeter lang sind. Von den sechs Blütenblättern (je drei Tepalen in zwei Blütenblattkreisen) sind fünf lanzettlich bis eiförmig-lanzettlich. Die inneren Blütenblätter sind dabei gelegentlich ein wenig kleiner als die äußeren, 5 bis 6 Millimeter lang und rund 2 Millimeter breit, einnervig und unbehaart. Das oberste sechste, das sogenannte Labellum, ist purpurn, rhombisch-kreisförmig bis elliptisch-kreisförmig, am äußersten Ende stumpf und mit 10 bis 13 Millimeter Länge und 9 bis 10 Millimeter Breite im Vergleich zu den anderen Blütenblättern stark vergrößert. Es umschließt anfangs die Blütenknospe und überdeckt nach ihrer Öffnung schützend die anderen Blütenorgane. Am keilförmigen Ansatz ist das Labellum über einen außen mit einer Rippe durchzogenen Steg aus Kallusgewebe am Gynostemium verwachsen („genagelt“), es wird von einer Mittelrippe und auf jeder Seite von vier oder fünf, vielfach verzweigten Parallelnerven durchzogen.
Das Gynostemium ist 0,5 Millimeter lang, der freie Anteil der Staubblätter erreicht 1 Millimeter Länge, die Staubbeutel sind 0,8 bis 1,2 Millimeter lang. Der Griffel misst rund 25 Millimeter, der Fruchtknoten rund 9 Millimeter. Die Frucht ist eine Kapsel und 2,5 bis 3 Zentimeter lang.

## Verbreitungsgebiet
Corsia purpurata ist nur zweimal gesammelt worden, der Holotyp stammt aus dem Westen von Neuguinea am Bele River in einer Höhenlage von 2300 Meter. Ein weiterer Fund stammt aus Neuirland im Hans-Meyer-Gebirge in einer Höhenlage von 750 Meter, in Laubhumus. Die beiden Fundorte sind die jeweiligen loci classici der beiden bekannten Varietäten.

## Systematik
Corsia purpurata wurde 1946 von Louis Otho Williams erstbeschrieben und gehört zur Sektion Unguiculatis der Gattung. 1998 wurde durch Wayne N. Takeuchi und John J. Pipoly III die Varietät wiakabui erstbeschrieben, der Name ehrt den papuanischen Botaniker Joseph Wiakabu.
- Corsia purpurata var. purpurata: West-Neuguinea
- Corsia purpurata var. wiakabui W.N.Takeuchi & Pipoly: Bismarck-Archipel (Neuirland)[3], Labellum fächerförmig, am äußersten Ende spitz zulaufend und am Blattgrund wie gestutzt.[2] Sie wurde 2008 auch in den Rang einer Art erhoben: Corsia wiakabui (W.N.Takeuchi & Pipoly) D.L.Jones & B.Gray